# 玉环市人民医院
玉环市人民医院，即温州医科大学附属第一医院玉环分院，原玉环县人民医院，位于浙江省玉环市玉城街道长乐路18号，是一所二级甲等综合性医院。 

## 沿革
1931年，玉环县人民医院成立。1994年，新的放射大楼和病房投入使用。2002年1月28日，玉环县人民医院新院正式投入使用，占地9.13公顷、建筑面积4.56万平方米，总投资1.35亿元。该院一期开放床位400张，日门诊、急诊量可多达1200人次。